# Émile Campardon
Émile Campardon, född den 18 juli 1837 i Paris, död den 23 februari 1915, var en fransk historiker.
Campardon, som var sektionschef i Archives nationales, ägnade djupgående forskningar åt 1700-talets, särskilt revolutionstidens, historia. Av hans skrifter kan nämnas Histoire du tribunal révolutionnaire de Paris (2 band, 1862; ny upplaga 1866), Marie-Antoinette à la Conciergerie, pièces originales conservées (1862; ny upplaga 1867), Marie Antoinette et le procès du collier (1863), Madame de Pompadour et la cour de Louis XV (1867), Voltaire. Documents inédits (1880) och L'Académie royale de musique au XVIII:e siècle (2 band, 1884). I förening med Boutaric utgav han 1866 Mémoires de Frédéric II, roi de Prusse (2 band).